# Laubenberg (Berg)
Der Laubenberg (westallgäuerisch Lumbərg) ist ein 919 m ü. NHN hoher Berg südöstlich von Grünenbach in der Gemeinde Grünenbach im Westallgäu in Bayern. Er ist Teil der Nagelfluhhöhen und Senken zwischen Bodensee und Wertach, die die Adelegg mit den Allgäuer Alpen verbinden.

## Geographische Lage
Der Laubenberg ist Teil einer Kette aus Nagelfluh-Schichtkämmen, die sich vom Sonneneck (bis 1106 m) über die Riedholzer Kugel (1065 m), den Laubenberg und den Balzenberg  (921 m) zum Sulzberg (1040 m) an der Grenze zu Vorarlberg nach Südwesten zieht. Im Osten grenzt das Naturschutzgebiet Eistobel, im Norden die Gemarkung Grünenbach und im Süden die Gemarkung Ebratshofen an.

## Geschichte
Im 12. Jahrhundert wurde die Burg Alt-Laubenberg auf der südwestlichen Seite des Laubenbergs erbaut. Bauherrn war die Herren von Laubenberg. 1719 brannte die Burg nach einem Blitzeinschlag völlig nieder und wurde nicht mehr auferbaut.
1882 wurde auf dem Berg ein Aussichtsturm mit dem Namen Pavillon erbaut. Von den Einheimischen wurde er humorvoll  Turm zu Babylon genannt. 1932 wurde er durch einen höheren ersetzt. 1946 wurde der baufällige Turm jedoch wieder abgerissen.
1965 wurde an der Nordseite des Laubenbergs ein Skilift eröffnet, der bis 1986 im Betrieb war.
Anfang des 20. Jahrhunderts war der Berg noch ein Grasberg. Heute ist er größtenteils bewaldet.